# Kangeq
Kangeq o Kangek ([kaˈŋɜq] según la antigua ortografía Kangeĸ kalaallisut: promontorio) es un antiguo asentamiento situado en el municipio de Sermersooq, localizado en el sudoeste de Groenlandia. Está localizado en la misma isla en que se estableció la primera colonia danesa en Groenlandia entre 1721 y 1728.
El asentamiento más reciente era un pueblo de pesca tradicional, antes de su abandono en 1973.

## Historia

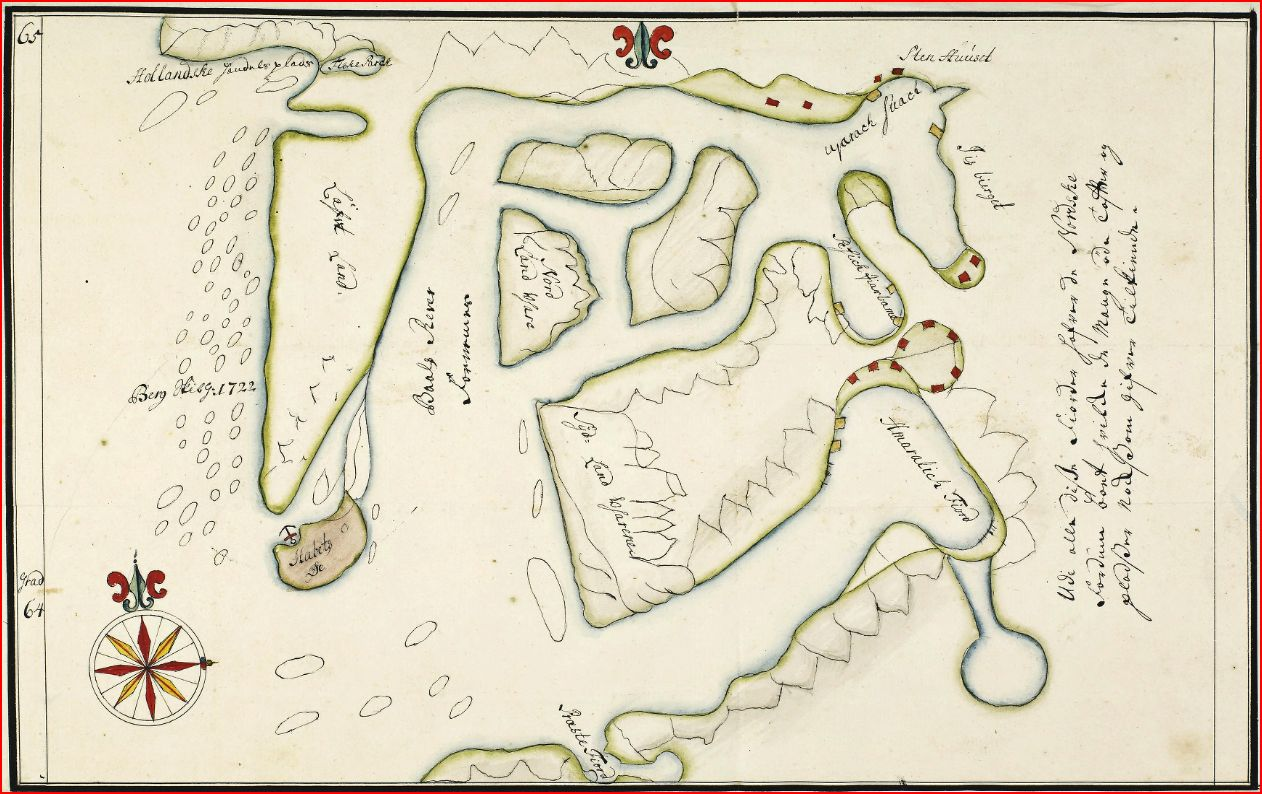
Mapa de Håbets Ø y el río de Baal realizado por Hans Egede.

Como asentamiento costero, Kangeq se encontraba en la ruta de migración de los antiguos pueblos inuit. En los alrededores de Kangeq se han encontrado restos arqueológicos de la cultura Dorset. Los dorset desaparecieron de la región de Nuuk con anterioridad al año 1000.
Desde la llegada de los thule, que se asentaron aquí de manera permanente, Kangeq fue un pueblo inuit costero tradicional, similar a otros asentamientos como Atammik y Napasoq situados al norte, ya en los límites del municipio de Qeqqata. 
La isla de Kangeq, bautizada como Håbets Ø ("Isla de Esperanza"), fue el lugar en el que se localizó el primer asentamiento de Hans Egede en Groenlandia tras desembarcar el 3 de julio de 1721. El asentamiento fue reubicado por Claus Paarss en 1728.

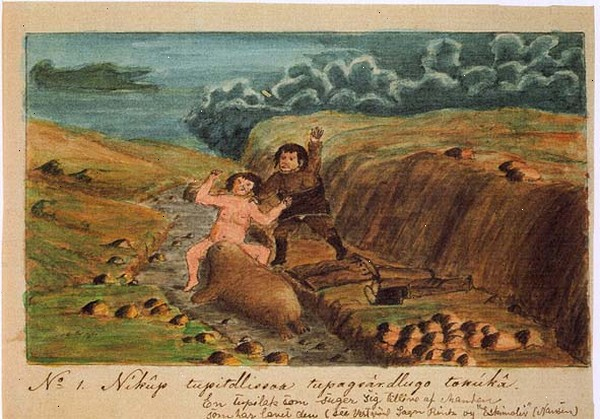
Tupilaq, mujer y hombre por Aron de Kangeq.

A mediados del siglo XIX,  fue el lugar de residencia del artista Aron de Kangeq (1822-1869), un cazador, pintor, e historiador oral inuit groenlandés.
Hoy en día las ruinas de Kangeq son visitadas por turistas con motivaciones históricas. En 2009, las casas antiguas de Kangeq fueron utilizadas como localización exterior para la película danesa Eksperimentet, simulando el aspecto de Nuuk en 1952, antes de que el centro de la capital groenlandesa cambiara su aspecto con la aparición de grandes bloques de apartamentos en la década de los años 60, cambiando el carácter de la ciudad.

## Geografía
Kangeq se ubica en una isla en la boca del fiordo de Nuuk, en la costa del mar de Labrador, aproximadamente 18 km al sudoeste de Nuuk, la capital de Groenlandia.